# DRG ET 82 sorozat
A DRG ET 82 sorozat egy német villamosmotorvonat-sorozat volt. 1926-ban gyártották. Összesen 2 db készült belőle a Dessauer Waggonfabrik és SSW gyárakban.